# Dorothy Donaldson Buchanan

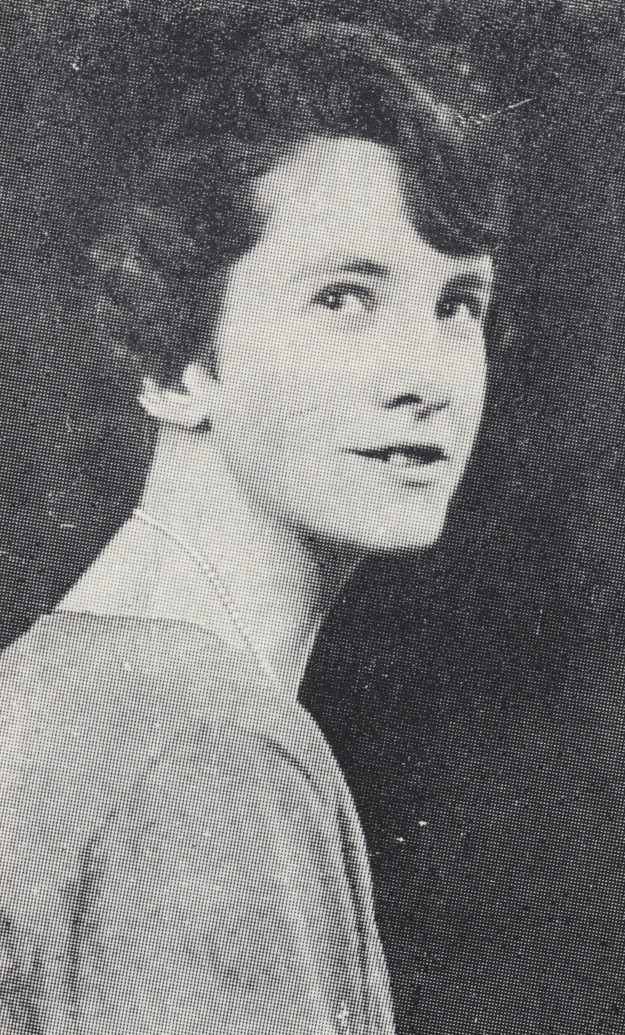
Dorothy Donaldson Buchanan

Dorothy Donaldson Buchanan, nach Heirat Fleming, (* 8. Oktober 1899 in Langholm (Dumfriesshire); † 13. Juni 1985 in Somerset) war eine schottische Bauingenieurin und die erste Frau, die 1927 die Aufnahmeprüfung der Institution of Civil Engineers bestand und als Mitglied aufgenommen wurde.

## Leben

### Kindheit und Ausbildung
Dorothy Buchanan wurde in Langholm als jüngstes von fünf Kindern des Pfarrers James Donaldson Buchanan und Marion Vassie geboren. Sie besuchte die Langholm Academy, eine Schule in der Stadt, in der auch Thomas Telford als Maurer tätig war, bevor er ein bedeutender Bauingenieur wurde. Dies könnte Buchanan inspiriert haben, ab 1918 ein Studium des Bauingenieurwesens an der University of Edinburgh aufzunehmen. An der Universität lernte sie bei Charles Glover Barkla, der 1917 den Nobelpreis für Physik erhielt. In dieser Zeit erwarb auch Elizabeth Georgeson als erste Schottin einen Ingenieurabschluss. Buchanan ist im Zensus von 1921 als Teilzeit-Ingenieurstudentin eingetragen. Während ihres Studiums wurde sie Mitglied der Women's Engineering Society. Eine Erkrankung an Mumps verzögerte ihren Abschluss, den sie 1923 erhielt. Eine weitere Krankheit (Lungenentzündung) veranlasste sie, nach Südengland zu ziehen, um ihre Berufsausbildung als Bauingenieurin fortzusetzen.

### Beruflicher Werdegang
Ihr erster beruflicher Erfolg war die Anstellung bei Sir Ralph Freeman (1880–1950), Seniorpartner bei Douglas, Fox & Partners, der als Berater für Stahlkonstruktionen für Dorman Long tätig war. Nach ihrer Einstellung ermöglichte Freeman ihr den Wechsel zu Dorman Long, wo sie ab April 1924 Teil des Entwurfsteams für die Sydney Harbour Bridge war – formell blieb sie jedoch Freemans Auszubildende. Ihr Gehalt betrug 4 £ pro Woche plus Überstunden, gleich wie das der männlichen Kollegen. Zeitgleich kam Kathleen M. Butler, Projektleiterin und Sekretärin des Chefingenieurs John Bradfield, nach London, um das australische Büro für das Brückenprojekt einzurichten.
Anschließend arbeitete Buchanan an Brückenprojekten im Ausland (Dessouk und Khartum). Aufgrund der ICE-Vorgabe, dass Konstrukteure auch Baustellenerfahrung benötigen, wechselte sie nach Nordirland zum Wasserprojekt Silent Valley Reservoir bei Belfast. Dort wurde sie von Sir Ernest Moir, Direktor von S. Pearson and Son, betreut, dessen Frau Lady Moir die Women's Engineering Society mitbegründet hatte. Buchanan war bekannt dafür, den vorgeschriebenen Anstandschaperon zu umgehen, indem sie einfach vor dessen Ankunft zur Arbeit ging. Nach sechs Monaten auf der Baustelle hatte sie die nötige Erfahrung gesammelt und kehrte zu Dorman Long nach London zurück, um an weiteren Brückenprojekten wie der George-V-Brücke (heute Tyne Bridge) in Newcastle und der Lambeth Bridge in London zu arbeiten.